# 2t弾薬トレーラ

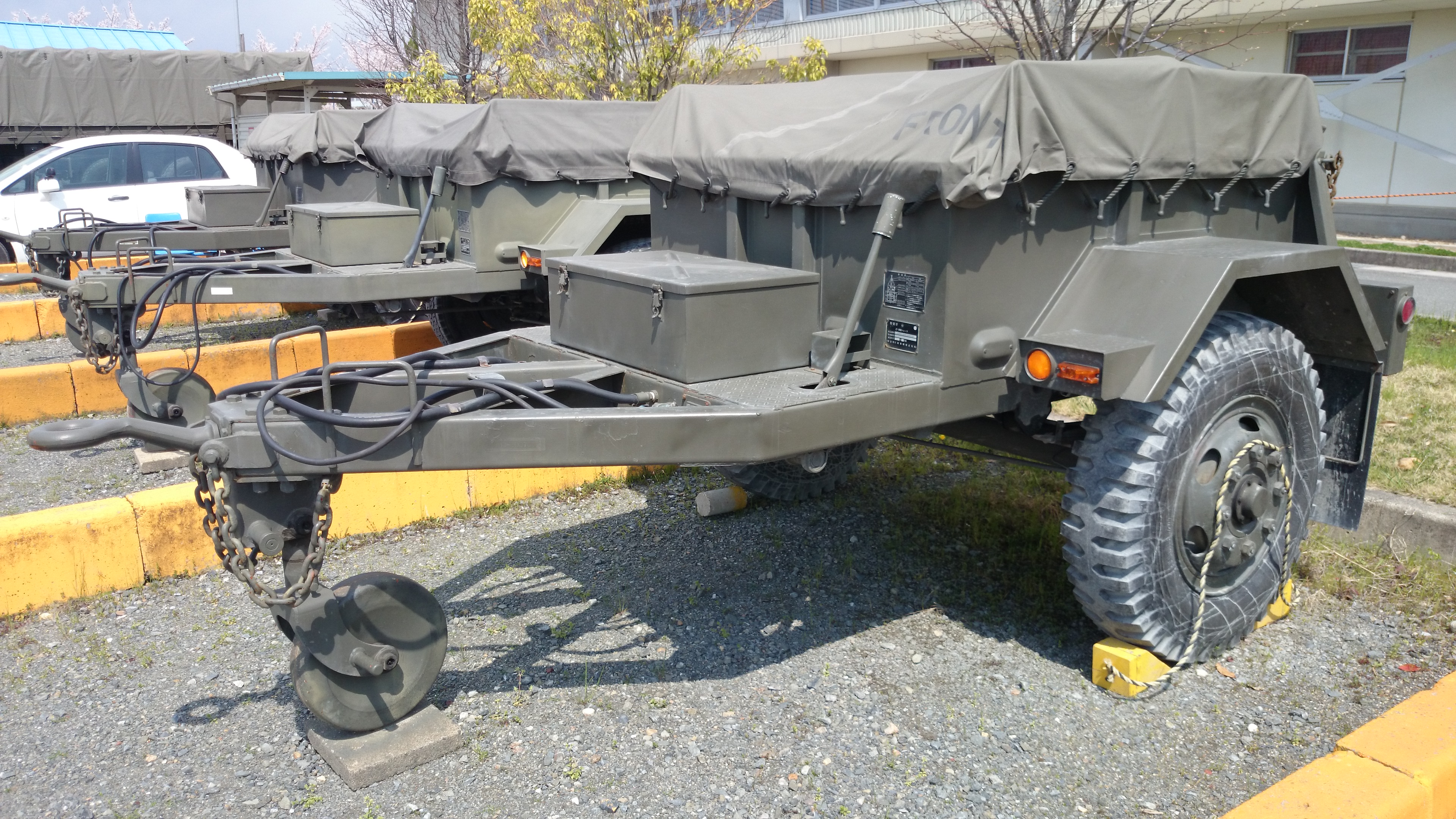
マイナーチェンジ後の2t弾薬トレーラ

2t弾薬トレーラ（にとんだんやくトレーラ）は、陸上自衛隊の装備の1つ。自走はできない。

## 概要
73式大型トラック（現：3 1/2tトラック）に連結して使用する2t積の弾薬運搬トレーラである。その他自衛隊自動車教習所での牽引免許取得の実習車両としても用いられることがある。ブレーキはフルエア方式を採用し、万一牽引車と離隔しても自動的に制動が掛かる非常ブレーキを採用している。またマイナーチェンジ前後で形状や幅が異なっており、現在供給されているのは3 1/2tトラックと同じ車幅のモデルである。

## 諸元・性能
- 積載物：弾薬輸送・2,000 kg
- 型式：コダイラKD2A
- 全長：3,710 mm
- 全幅：2,340 mm
- 全高：1,750 mm
- ホイールベース：5,400 mm
- 車両重量：1,410 kg
- 最大積載量：2,000 kg
- 車両総重量：3,410 kg

## 製作
- 小平産業株式会社